# العلاقات الأرجنتينية الأمريكية
حافظت الأرجنتين والولايات المتحدة على العلاقات الثنائية منذ اعتراف الولايات المتحدة رسميًا باتحاد محافظات ريو دى لا بلاتا، سلف الأرجنتين، يوم 27 يناير 1823 .
توترت العلاقات بشدة في حقبة الحرب العالمية الثانية، بعد أن رفضت الأرجنتين إعلان الحرب على ألمانيا النازية، وأصبحت الدولة الوحيدة في أميركا اللاتينية التي لم تتلقَ المساعدات الأميركية. وظلت العلاقات متوترة في ظل حكم خوان بيرون. منذ عام 1998، كانت الأرجنتين حليفًا رئيسيًا خارج الناتو، ويعود هذا جزئيًا إلى مساعدة الأرجنتين للولايات المتحدة في حرب الخليج الثانية. كانت العلاقات متوترة في بعض الأحيان على مدى الأعوام القليلة الماضية، وخاصة في ظل إدارة كريستينا فرنانديز دي كيرشنر، ولكنها تحسنت منذ اعتلاء الرئيس ماوريسيو ماكري سدة الحكم في أواخر عام 2015.

## التاريخ
بعد استقلال الأرجنتين عن الحكم الأسباني، اعترفت الولايات المتحدة رسميًا باتحاد محافظات ريو دي لا بلاتا -سلف الأرجنتين القانوني- في السابع والعشرين من يناير 1823. تأرجحت العلاقات الثنائية على مدى القرن ونصف القرن الماضي بين فترات التعاون الأعظم وفترات التوتر بشأن الإيديولوجية والتمويل. لم يكن هناك أي تهديد بنشوب حرب بين الطرفين.
أُصيب زعماء الأرجنتين بخيبة أمل عندما رفضت واشنطن تنفيذ مبدأ مونرو ضد بريطانيا والهدنة عقب الاستيلاء البريطاني على جزر فوكلاند في ثلاثينيات القرن التاسع عشر، أو عندما حاصرت الأساطيل البريطانية والفرنسية نهر بلات في منتصف القرن. استند الدستور الجديد لعام 1853 جزئيًا إلى الدستور الأميركي. وفي عام 1853 أيضًا أُبرمت معاهدة تجارية.

### 1870-1930
أُدمجت الأرجنتين في الاقتصاد الدولي البريطاني في أواخر القرن التاسع عشر؛ وكانت التجارة مع الولايات المتحدة في حدودها الأدنى. عندما بدأت الولايات المتحدة في الترويج لمنظمة الدول الأمريكية، كان بعض الأرجنتينيين متشككين فيما إذا كانت في الحقيقة أداة لاستدراج البلاد إلى المدار الاقتصادي الأمريكي، لكن أغلب رجال الأعمال استجابوا بشكل إيجابي ونمت التجارة الثنائية بدرجة كبيرة بعد أن أولت الولايات المتحدة عناية خاصة بالصوف الأرجنتيني في عام 1893.
توترت بعدها العلاقات حين رفضت الأرجنتين الانضمام إلى الحلفاء في الحرب العالمية الأولى. إذ ضمّت الأرجنتين عددًا كبيرًا من السكان البريطانيين والألمانيين، واستثمر كلا البلدين على نطاق واسع في الأرجنتين. ومع ذلك، بوصفها دولة محايدة مزدهرة، وسّعت نطاق التجارة مع الولايات المتحدة خلال الحرب، وصدّرت اللحوم والحبوب والصوف إلى الحلفاء بالأخص إلى بريطانيا، وقدمت قروضًا سخية وأصبحت دائنًا صافيًا للحلفاء، وهي سياسة تعرف باسم «الحياد الخيري».

### أربعينيات القرن العشرين
اتسمت سياسة الأرجنتين خلال الحرب العالمية الثانية بمرحلتين متميزتين. خلال السنوات الأولى من الحرب، سعى الرئيس الأرجنتيني روبرتو ماريا أورتيز إلى بيع المواد الغذائية والصوف لبريطانيا. حتى إنه اقترح على الرئيس روزفلت أن ينضم كل من البلدين إلى الحلفاء في عام 1940 كحليف غير محارب. لكن اقتراحه قد تعرض للازدراء حينها، إذ كان روزفلت في منتصف الانتخابات.
في أعقاب الهجوم الياباني على بيرل هاربر، عملت السياسة الخارجية الأميركية على توحيد كافة بلدان أميركا اللاتينية في تحالف ضد ألمانيا. ومع ذلك، فإن موقف الأرجنتين المحايد قد ازداد صلابةً بعد استقالة الرئيس أورتيز بسبب سوء حالته الصحية، وعملت الولايات المتحدة على الضغط على الحكومة الأرجنتينية ضد رغبات بريطانيا التي أيدت الحياد الأرجنتيني في محاولة للحفاظ على المؤن الحيوية من لحم البقر والقمح للحلفاء من هجمات قوارب يو بوت الألمانية. يُذكر أن معظم لحوم البقر والقمح المستهلكة في بريطانيا كانت تأتي من الأرجنتين.
أتت سياسة واشنطن بنتائج عكسية عندما استولى الجيش على السلطة عقب انقلاب عام 1943. فقد تفاقمت العلاقات سوءًا، ما دفع جماعات الضغط الزراعية القوية في واشنطن إلى تعزيز العزلة الاقتصادية والدبلوماسية للأرجنتين ومحاولة منع الأرجنتين من البقاء خارج الأمم المتحدة، وهي السياسة التي انعكس اتجاهها حين أصبحت الأرجنتين آخر دولة في أميركا اللاتينية تعلن الحرب على ألمانيا في مارس 1945. كانت الأرجنتين قد استضافت تنظيمًا مؤيدًا للنازية قبل أن تُدار الحرب من قِبل السفراء الألمان. ولم تقمعهم كما فعلت البرازيل وتشيلي والمكسيك. يتفق المؤرخون على أن التقارب بين الأرجنتين وألمانيا كان مبالغًا به إلى حد كبير.
ظلت الحكومة الأرجنتينية محايدة حتى نهاية الأسابيع الأخيرة من الحرب متسامحةً مع دخول العلماء النازيين وبعض مجرمي الحرب البارزين الفارين من أوروبا. وقد أظهر المؤرخون أن الذهب المهرب كان قليلًا وعلى الأرجح لم يكن هناك الكثير من النازيين، لكن الإشاعات استمرت وساعدت في تأجيج العلاقات مع الولايات المتحدة. عندما ترشح خوان بيرون لمنصب الرئيس في عامي 1945 و1946، هاجمه السفير الأمريكي سبريل برادين بوثيقة «الكتاب الأزرق عن الأرجنتين»، ولكن الرأي العام احتشد وراء بيرون. استمرت العلاقات بالتوتر طيلة سنوات حكم بيرون، إذ حاول أن يبقى محايدًا في الحرب الباردة. وقد حظرت واشنطن التمويل من الوكالات الدوليّة وقيدت فرص التجارة والاستثمار.

## مقارنة بين البلدين
هذه مقارنة عامة ومرجعية للدولتين:
| وجه المقارنة                                              | الأرجنتين                                               | الولايات المتحدة                                                                                                  |
| --------------------------------------------------------- | ------------------------------------------------------- | --- |
| المساحة (كم2)                                             | 2.78 مليون                                              | 9.83 مليون |
| عدد السكان (نسمة)                                         | 44.27 مليون                                             | 311.58 مليون |
| الكثافة السكانية (ن./كم²)                                 | 15.92                                                   | 31.7 |
| العاصمة                                                   | بوينس آيرس                                              | واشنطن العاصمة |
| اللغة الرسمية                                             | اللغة الإسبانية                                         | لغة إنجليزية |
| العملة                                                    | البيزو الأرجنتيني 1983 ‏، بيزو أرجنتيني، أسترال أرجنتيني | دولار أمريكي |
| الناتج المحلي الإجمالي (بليون دولار)                      | 637.59 مليار                                            | 19.39 تريليون |
| الناتج المحلي الإجمالي (تعادل القوة الشرائية) بليون دولار | 883.02 مليار                                            | 18.04 تريليون |
| الناتج المحلي الإجمالي الاسمي للفرد دولار أمريكي          | 13.43 ألف                                               | 56.12 ألف |
| الناتج المحلي الإجمالي للفرد دولار أمريكي                 |                                                         | 54.63 ألف |
| مؤشر التنمية البشرية                                      | 0.827                                                   | 0.920 |
| رمز المكالمات الدولي                                      | +54                                                     | +1 |
| رمز الإنترنت                                              | .ar                                                     | .us، حكومة، .mil، Edu.                                                                                            |
| المنطقة الزمنية                                           | 00                                                      | توقيت ساموا الأمريكية، توقيت أطلنطي موحد، منطقة زمنية وسطى، توقيت ألاسكا ‏، المنطقة الزمنية الجبلية، توقيت تشامرو ‏ |

## مدن متوأمة
في ما يلي قائمة باتفاقيات التوأمة بين مدن أرجنتينية وأمريكية:
- ترتبط نيوكوين مع نوكسفيل باتفاقية توأمة.
- ترتبط غويا، خيريز دي لا فرونتيرا مع ليك تشارلز باتفاقية توأمة.
- ترتبط لابلاتا مع لويفيل باتفاقية توأمة.
- ترتبط بينامار مع ميرتل بيتش باتفاقية توأمة.
- ترتبط مندوزا مع مقاطعة ميامي داد باتفاقية توأمة.
- ترتبط ريو كوارتو مع أبيلين باتفاقية توأمة.
- ترتبط San Antonio de Areco [الإنجليزية]‏ مع لاريدو باتفاقية توأمة.
- ترتبط ريسيستينسيا مع نيو أورلينز باتفاقية توأمة.
- ترتبط باهيا بلانكا مع جاكسونفيل باتفاقية توأمة.
- ترتبط Henderson, Argentina [الإنجليزية]‏ مع هندرسون باتفاقية توأمة.
- ترتبط أوشوايا مع بارو باتفاقية توأمة.
- ترتبط مار دل بلاتا مع فورت لودرديل باتفاقية توأمة.
- ترتبط سان ميغيل دي توكومان مع نيو أورلينز باتفاقية توأمة منذ 1993.
- ترتبط باريلوتشي مع أسبن باتفاقية توأمة.
- ترتبط قرطبة مع تامبا باتفاقية توأمة.
- ترتبط بوينس آيرس مع أوهايو باتفاقية توأمة منذ 19 مايو 1994.
- ترتبط سانتا في مع سانتا ف سبرينغس باتفاقية توأمة منذ 12 نوفمبر 1998.[20][20][20][20]

## منظمات دولية مشتركة
يشترك البلدان في عضوية مجموعة من المنظمات الدولية، منها:
| علم المنظمة | اسم المنظمة                               | تاريخ انضمام الأرجنتين | تاريخ انضمام الولايات المتحدة |
| ----------- | ----------------------------------------- | ---------------------- | ----------------------------- |
|             | وكالة ضمان الاستثمار متعدد الأطراف        | 11 فبراير 1992         | 12 أبريل 1988                 |
|             | الاتحاد الدولي للاتصالات                  | 1889                   | 1 يوليو 1908                  |
|             | يونسكو                                    | 15 سبتمبر 1948         | 4 نوفمبر 1946                 |
|             | البنك الإفريقي للتنمية                    | ?                      | ?                             |
|             | الأمم المتحدة                             | 24 أكتوبر 1945         | 24 أكتوبر 1945                |
|             | مؤسسة التمويل الدولية                     | 13 أكتوبر 1959         | 20 يوليو 1956                 |
|             | منظمة الشرطة الجنائية الدولية             | ?                      | ?                             |
|             | الاتحاد البريدي العالمي                   | ?                      | ?                             |
|             | منظمة حظر الأسلحة الكيميائية              | ?                      | ?                             |
|             | مجموعة أستراليا                           | 1993                   | 1985                          |
|             | منظمة التجارة العالمية                    | ?                      | ?                             |
|             | نظام تحكم تكنولوجيا القذائف               | 1993                   | 1987                          |
|             | مجموعة الموردين النوويين                  | ?                      | ?                             |
|             | المركز الدولي لتسوية المنازعات الاستشارية | 18 نوفمبر 1994         | 14 أكتوبر 1966                |
|             | البنك الدولي للإنشاء والتعمير             | 20 سبتمبر 1956         | 27 ديسمبر 1945                |
|             | مؤسسة التنمية الدولية                     | 3 أغسطس 1962           | 24 سبتمبر 1960                |
|             | المنظمة الهيدروغرافية الدولية             | ?                      | ?                             |
|             | مجموعة العشرين                            | ?                      | ?                             |
|             | الفريق المعني برصد الأرض                  | ?                      | ?                             |

## أعلام
هذه قائمة لبعض الشخصيات التي تربطها علاقات بالبلدين:
- ألكسيس بلدل (ممثلة أمريكية، 16 سبتمبر 1981 – )
- أنيا تايلور (ممثلة أمريكية، 26 أبريل 1996 – )
- جاك أوستن (ممثل أمريكي، 3 ديسمبر 1994 – )
- ديانا توراسي (لاعبة كرة سلة من الولايات المتحدة الأمريكية، 11 يونيو 1982 – )
- سزار بيلي (12 أكتوبر 1926[32][33][34] – )
- كات فون دي (8 مارس 1982[35][36] – )
- كارلوس ألازراكوي (20 يوليو 1962 – )
- كلاوديو رينا (لاعب كرة قدم أمريكي، 20 يوليو 1973[37] – )
- لورنزو لاماس (ممثل أمريكي، 20 يناير 1958[38] – )
- مارسيلو بالبوا (8 أغسطس 1967[39] – )

## وصلات خارجية
- موقع وزارة الخارجية الأرجنتينية
- موقع وزارة الخارجية الأمريكية